# Blagodárnoye (Krasnodar)
Blagodárnoye (del ruso: Благодарное) es un seló del raión de Otrádnaya del krai de Krasnodar, en Rusia. Está situado en un área premontañosa de las vertientes septentrionales del Cáucaso Norte, en la cabecera del arroyo Komova, afluente por la derecha del río Urup, 12 km al nordeste de Otrádnaya y 211 km al sureste de Krasnodar, la capital del krai. Tenía 1 608 habitantes en 2010.
Es cabeza del municipio Blagodarnenskoye, al que pertenecen asimismo Voskresénskoye, Kubran, Petróvskoye, Svetli, Urupski, Chaikin y Yuzhni.

## Historia
La localidad fue fundada en 1909 con el nombre de jútor Molokanski. Su nombre fue cambiado a blagodárnoye ("agradecido") en 1914 en agradecimiento a la construcción del edificio de la escuela. En 1920 se estableció una comuna que se transformaría en el koljós Krásnoye Znamia. El municipio fue ocupado durante la Gran Guerra Patria por las tropas alemanas en verano de 1942 y liberado por el Ejército Rojo el 23 de enero de 1943.

## Economía
La principal actividad económica del municipio es la agricultura. Las principales compañías son el koljós Kazminski y la OAO Urupski. Cabe destacar asimismo la piscicultura, practicada en 21 estanques del municipio. En la localidad existe un pequeño negocio de fabricación de muebles.

## Servicios sociales
En el municipio hay cuatro Casas de Cultura y hay varios espacios deportivos.